# Ricau de Tarascon
Ricau de Tarascon (Tarascona, ... – ...; fl. XII-XIII secolo) è stato un cavaliere e trovatore provenzale originario di Tarascona.
La sua vida lo ritrae come un buon "servitore" di signore. Scrisse sia sirventesi che cansos, ma soltanto due canzoni ci sono pervenute: una canso e una tenzone, "Cabrit, al mieu vejaire", probabilmente insieme a Gui de Cavalhon.